# Megaselia symondsi
Megaselia symondsi är en tvåvingeart som beskrevs av Ronald Henry Lambert Disney 2002. Megaselia symondsi ingår i släktet Megaselia och familjen puckelflugor. Inga underarter finns listade i Catalogue of Life.